# Lake Placid vs. Anaconda
Lake Placid vs. Anaconda ist ein US-amerikanisch-bulgarischer Tierhorrorfernsehfilm von A.B. Stone aus dem Jahr 2015. Er ist die direkte Fortsetzung von Lake Placid 4 aus dem Jahr 2012 und setzt die Geschichte aus Anacondas – Trail of Blood fort.

## Handlung
Aufgrund der Folgen des Angriffs in Lake Placid 4 trägt Jim Bickerman nun eine Augenklappe, einen Haken anstelle einer Hand und ein Holzbein. Gemeinsam mit dem Söldner Beach fängt er im Black Lake in Maine ein weibliches Riesenkrokodil. Bei ihrem Truck warten bereits zwei Wissenschaftler, die der Echse Blut abnehmen. Zusammen mit dem Blut einer weiblichen Riesenanakonda soll daraus perfektioniertes Blood Orchid Serum gewonnen werden. Das Krokodil schafft es allerdings, sich zu befreien, und tötet bei der Flucht einen der Wissenschaftler. Durch den Tumult können auch eine weibliche und zwei männliche Anakondas entkommen. Die folgende Explosion eines Fahrzeuges zerstört einen Teil des Elektrozauns, der die Krokodile im Black Lake hält. Beach, Bickerman und der einzige verbleibende Wissenschaftler überleben. Eine kleine Gruppe Krokodile entkommt durch den kaputten Zaun.
Die Krokodile begeben sich schon bald auf Nahrungssuche. Sie finden Beute in Person von Daphne Mailer und ihrem Freund. Ein weiteres Krokodil tötet den verbliebenen Wissenschaftler. Eine Horde von mehreren Babykrokodilen attackiert einen Wilderer und tötet diesen schließlich. Die Krokodile machen sich schließlich zusammen mit den Anakondas auf den Weg zum nahe gelegenen Clear Lake.
Sheriff Reba bittet telefonisch den Beamten des U.S. Fish and Wildlife Service Will „Tully“ Tull, ihr bei der Rückholaktion der entflohenen Krokodile zu helfen. Währenddessen treffen eine Gruppe von Studentinnen der Sorority (dt. Studentinnenverbindung) Delta Gamma, angeführt von Tiffani und Amber, und zwei Studenten der Fraternity (dt. Studentenverbindung) Sigma Phi, Brett und Andrew, in Clear Lake ein, um einige neue Mitglieder zu initialisieren, darunter Margo und Tullys Tochter Bethany.
Der Reihe nach wird die Gruppe der Studentinnen dezimiert. Nach Amber fallen auch Brett, Andrew und Heather beim Wakeboarden den Echsen zu Opfer. Die Überlebenden rennen panisch in den Wald, um zu den Autos zu gelangen. Erst später fällt ihnen ein, dass sie die Autoschlüssel am Strand liegen gelassen hatten. Beim nächsten Angriff der Krokodile wird Cassie gefressen. Tiffanis Auto wird währenddessen von einer Anakonda zerquetscht, in der sich allerdings noch Jennifer befindet. Ein Krokodil tötet Tiffani, die anderen können knapp entkommen.
Deputy Ferguson findet auf einem Boot die völlig verängstigte Melissa, die sich dort versteckt hielt und nun in ein Krankenhaus gebracht wird. Tully und Reba suchen weiter nach Bethany, wobei Ferguson vorsorglich Clear Lake evakuiert.
Sarah Murdoch, Tochter des verstorbenen Peter „J.D.“ Murdoch und CEO der Wexel Hall Corporation in New York, führt ein Team aus sich selbst, Beach, Bickerman und zwei Söldnern an, um die weibliche Anakonda zu fangen, bevor diese ihre Eier legt. Einer der Söldner wird jedoch von einem Krokodil angegriffen und Beach ist gezwungen, beide zu erschießen.
Tully und Reba werden von einem Krokodil in die Enge getrieben. Eine Anakonda, die wiederum das Krokodil angreift, rettet den beiden unbeabsichtigt das Leben, als sie das Krokodil zerquetscht. Anschließend lässt sie die Menschen in Ruhe. Sarahs Gruppe stiehlt ein Boot, wird aber kurz darauf von einem Krokodil gerammt. Der Zusammenstoß befördert Bickerman ins Wasser, wo er dann von einem Krokodil unter Wasser gezogen wird. Nachdem die restlichen Mitglieder der Gruppe das Ufer erreicht haben, fällt eine Anakonda über einen der Söldner her, was tödlich für ihn endet. Tully und Reba töten eine andere Anakonda und retten Bethany, Margo und Jane. Sie gruppieren sich zusammen mit Ferguson neu, bis Sarah und Beach eintreffen. Sie entdecken zwei Krokodile, die eine männliche Anakonda fressen. Die weibliche Anakonda erscheint und tötet eines der Krokodile. Ein weiteres Krokodil schleudert die männliche Anakonda in einen von Sarahs Extraktionsteam genutzten Hubschrauber, wodurch dieser abstürzt. Die weibliche Anakonda tötet das Krokodil und verschlingt danach Beach. Dieser lässt sich lebendig fressen, damit er im Körper der Riesenschlange eine Granate zur Detonation bringen kann, wodurch die Anakonda stirbt. Sarah wird festgenommen, als Bickerman, der sich irgendwie aus der Situation retten konnte, wahnsinnig lachend aus dem See auftaucht.
Der Film endet mit einer Szene, die das Nest voller Eier der weiblichen Anakonda zeigt. Eines der Jungen schlüpft und weist krokodilähnliche Attribute auf.

## Hintergrund
Der Film wurde 2013 in Bulgarien gedreht. Der Film feierte am 25. April 2015 seine Premiere in den USA. In Deutschland startete der Videoverleih am 24. September 2015.
Der Film verbindet die Handlungsstränge der Lake-Placid-Filmreihe, die 1999 mit Lake Placid begann und 2007 mit Lake Placid 2, 2010 mit Lake Placid 3 und 2012 mit Lake Placid 4 fortgesetzt wurde, mit denen der Anaconda-Filmreihe, die 1997 mit Anaconda startete und 2004 mit Anacondas: Die Jagd nach der Blut-Orchidee, 2008 mit Anaconda – Offspring und 2009 mit Anacondas – Trail of Blood fortgesetzt wurde.
Natasha Jane Pyne und Sophia Lorenti haben in diesem Film ihre bisher einzigen nennenswerten Filmrollen. Jenny May Darcy hatte im selben Jahr eine Episodenrolle in der Fernsehserie Doctors. Heather Gilbert hatte bereits 2012 in Not Fade Away eine Nebenrolle inne. 2013 spielte sie in drei Episoden der Fernsehserie Boardwalk Empire eine Prostituierte und hatte anschließend kleinere Rollen in Kurzfilmen.

## Rezeption
„Das mit digitalen Effekten vollgepumpte Horrorspektakel setzt auf Spaß, Schock, viel Blut und zynische Sprüche.“

Volker Schönenberger von Die Nacht der lebenden Texte urteilt final, ob „das jetzt besser ist als in den übrigen Trashfilmen, bleibt Geschmackssache. Mir hat Lake Placid vs. Anaconda sogar einigermaßen Spaß gemacht, was ich bei vielen dieser Streifen nicht mehr sagen kann. Insofern bekommt die Zielgruppe wohl genau das geboten, was sie sich erhofft. Alle anderen können den Film links liegen lassen.“
Im Audience Score auf Rotten Tomatoes kommt der Film bei über 100 Bewertungen auf eine katastrophale Wertung von 14 %. In der Internet Movie Database hat der Film bei über 3.000 Stimmenabgaben eine Wertung von 3,2 von 10,0 möglichen Sternen.